# Diaphananthe bueae
Diaphananthe bueae är en orkidéart som först beskrevs av Rudolf Schlechter, och fick sitt nu gällande namn av Rudolf Schlechter. Diaphananthe bueae ingår i släktet Diaphananthe och familjen orkidéer. IUCN kategoriserar arten globalt som starkt hotad. Inga underarter finns listade i Catalogue of Life.